# Uefa-koefficient
I europeisk fotboll är Uefa-koefficient ett mått som används för rankning och seedning inför både klubbtävlingar och internationella turneringar. Koefficienten räknas ut av Uefa, som administrerar fotboll inom Europa.
För herrars tävlingar (som diskuteras i denna artikel), används tre olika uppsättningar av koefficient-uträkningar:
- Landslagskoefficient: Används för att ranka landslag, för seedning till EM:s kvalspel och slutspel samt Uefa Nations League
- Ligakoefficient: Används för att ranka de kollektiva prestationerna från klubbar inom samma medlemsförbund, för att bestämma antalet platser föreningar ska tilldelas samt i vilken fas av Uefa Champions League, Uefa Europa League och senare även Uefa Europa Conference League som börjar spelas från och med säsongen 2021/2022.
- Klubblagskoefficient: Används för att ranka individuella fotbollsklubbar, för seedning till Uefa Champions League, Uefa Europa League och senare även Uefa Europa Conference League.

Trots att det inte diskuteras i denna artikel räknas koefficienter ut på ett liknande sätt för damfotbollens tävlingar, så som UEFA Women's Champions League men även för ungdomsturneringar som exempelvis U21-EM.

## Herrars landslagskoefficient
Uefas landslagskoefficient fastställs genom resultaten från varje europeiskt fotbollslandslag, och kalkyleras av Uefa i november vartannat år; sedd som den tiden då alla landslag som går under Uefa har avslutat sitt kval till kommande fotbolls-VM eller EM.
Syftet med uträkningen av koefficienter är att sammanställa en officiell Uefa-ranking, som kan användas som ett kriterium för att rangordna europeiska nationer. Detta används sedan till lottningar inför EM-kvalgrupper samt EM-grupper. Tidigare, fram till 2006, användes även landslagskoefficienten till seedad lottning till VM-kvalgrupper i Europa, medan lottningen till grupperna i VM-turneringen alltid grundade sig på Fifa:s världsranking. Uefa slutade dock att använda Uefas landslagskoefficient till lottning inför VM-kvalgrupper på förfrågan av Fifa, efter att de endast ville använda den officiella Fifa-rankingen för all seedad lottning relaterad till VM.

### Gammal metod för att beräkna ranking
Det introducerades 2003 och användes för seedning inför EM 2004 och kvalspelet till VM 2006. Fram tills EM 2008 räknades landslagskoefficienterna ut genom att dividera antalet införskaffade poäng (tre poäng för en vinst, ett poäng för oavgjort resultat) med antalet spelade matcher i de två föregående kvalspelen till EM och VM. Resultat från mästerskapen, playoff-matcher och vänskapsmatcher togs inte med i uträkningen. De fall då en nation inte tog del av en av de två senaste kvalspelen, på grund av att man var värdland för mästerskapet och därmed var direktkvalificerad, togs det endast hänsyn till matcher från det kvalspelet de medverkade i.
Om två eller fler nationer slutade på exakt samma koefficient, användes följande kriterier för att särskilja dem:
1. Högsta koefficient från matcher spelade i det senaste kvalspelet.
2. Högsta genomsnittliga målskillnad per match, vilket man får fram genom att dividera summan av all målskillnad med antalet rankade matcher.
3. Högsta genomsnittligt antal gjorda mål per match.
4. Högsta genomsnittligt antal gjorda mål per match på bortaplan.
5. Lottning.

De tre senaste gångerna Uefa använde den här uträkningsmetoden var till de slutliga Uefa koefficienterna 2003, 2005 och 2007.

### Nuvarande metod för att beräkna ranking
Den 20 maj 2008 annonserade Uefa förändringar i rankingsystemet för Uefa koefficienter. Rankingen kommer att fortsätta räknas ut i november vartannat år, men i det nya systemet får nu landslagen istället poäng för varje spelad match under den senaste fulländade EM- och VM-cykeln (definierat som samtliga spelade matcher i kvalspelet och i mästerskapet), samt även poäng för varje spelad match under den senaste fulländade halvcykeln (definierat som samtliga spelade matcher i senaste kvalspelet). Rankingpoäng för samtliga matcher under de senaste två och ett halvt cyklerna tilldelas nationerna enligt nedanstående regler.
1. 10 000 poäng tilldelas för varje spelad match, oavsett matchens slutresultat.
2. Varje lag tilldelas ytterligare 30 000 för en vinst och 10 000 för ett oavgjort resultat.
3. I det fall en match går till straffläggning, tilldelas poängen som vid ett oavgjort resultat, och vinnaren av straffläggningen tilldelas ytterligare 10 000 poäng.
4. Varje match i ett mästerskap, eller i playoff-matcher inför ett mästerskap, ger även bonuspoäng. Alltifrån 6 000 poäng för playoff-matcher eller gruppspelsmatcher i ett mästerskap till 38 000 poäng för att spela i en final.
5. 501 poäng tilldelas för varje gjort mål, och -500 poäng ges för varje insläppt mål.
6. Koefficienter beräknas för varje två och en halv cykel, genom att dividera summan av införskaffade poäng med antalet spelade matcher.
7. När uträkning sker för de samlade genomsnittliga koefficienterna över cyklerna, väger både den senaste fulla cykeln och halva cykeln dubbelt, i förhållande till den äldsta fulländade cykeln.
8. Särskilda regler finns för de nationer som inte medverkade i ett av de tidigare kvalspelen, på grund av att man var värdland för mästerskapet.

### 2017 års ranking
Koefficienten från 2017 som användes för seedning till lottningen av grupperna i Uefa Nations League 2018/2019, räknades ut för varje nation genom att ta genomsnittet i följande:
- 40 % av de genomsnittliga rankingpoängen per match intjänade i Kvalspelet till VM 2018.
- 40 % av de genomsnittliga rankingpoängen per match intjänade i Kvalspelet till EM 2016 och EM 2016.
- 20% av de genomsnittliga rankingpoängen per match intjänade i Kvalspelet till VM 2014 och VM 2014.

Nationernas seedningsgrupper inför lottningen av Uefa Nations League 2018/2019 baserades på poäng införskaffade fram till den 11 oktober 2017, och lyder enligt följande:
| Landslag      | Koeff. | Plac. |
| ------------- | ------ | ----- |
| Tyskland      | 40,747 | 1     |
| Portugal      | 38,655 | 2     |
| Belgien       | 38,123 | 3     |
| Spanien       | 37,311 | 4     |
| Frankrike     | 36,617 | 5     |
| England       | 36,231 | 6     |
| Schweiz       | 34,986 | 7     |
| Italien       | 34,426 | 8     |
| Polen         | 32,982 | 9     |
| Island        | 31,155 | 10    |
| Kroatien      | 31,139 | 11    |
| Nederländerna | 29,866 | 12    |
| Österrike     | 29,418 | 13    |
| Wales         | 29,269 | 14    |

| Landslag                | Koeff. | Plac. |
| ----------------------- | ------ | ----- |
| Ryssland                | 29,258 | 15    |
| Slovakien               | 28,555 | 16    |
| Sverige                 | 28,487 | 17    |
| Ukraina                 | 28,286 | 18    |
| Irland                  | 28,249 | 19    |
| Bosnien och Hercegovina | 28,200 | 20    |
| Nordirland              | 27,127 | 21    |
| Danmark                 | 27,052 | 22    |
| Tjeckien                | 27,028 | 23    |
| Turkiet                 | 26,538 | 24    |
| Ungern                  | 26,486 | 25    |
| Rumänien                | 26,057 | 26    |
| Skottland               | 25,662 | 27    |
| Slovenien               | 25,148 | 28    |

| Landslag       | Koeff. | Plac. |
| -------------- | ------ | ----- |
| Grekland       | 24,931 | 29    |
| Serbien        | 24,847 | 30    |
| Albanien       | 24,430 | 31    |
| Norge          | 24,208 | 32    |
| Montenegro     | 23,912 | 33    |
| Israel         | 22,792 | 34    |
| Bulgarien      | 22,091 | 35    |
| Finland        | 20,501 | 36    |
| Cypern         | 19,491 | 37    |
| Estland        | 19,441 | 38    |
| Litauen        | 18,101 | 39    |
| Azerbajdzjan   | 17,761 | 40    |
| Nordmakedonien | 17,071 | 41    |
| Belarus        | 16,868 | 42    |

| Landslag      | Koeff. | Plac. |
| ------------- | ------ | ----- |
| Georgien      | 16,523 | 43    |
| Armenien      | 15,846 | 44    |
| Lettland      | 15,821 | 45    |
| Färöarna      | 15,490 | 46    |
| Luxemburg     | 14,231 | 47    |
| Kazakstan     | 13,431 | 48    |
| Moldavien     | 13,130 | 49    |
| Liechtenstein | 10,950 | 50    |
| Malta         | 10,870 | 51    |
| Andorra       | 10,240 | 52    |
| Kosovo        | 9,950  | 53    |
| San Marino    | 8,190  | 54    |
| Gibraltar     | 7,550  | 55    |

#### Historia
Efter en omräkning av 2007 års ranking placerade sig Italien i topp, efter deras vinst i VM-vinst 2006. VM-tvåan Frankrike placerade sig på andraplats, tätt följda av Tjeckien och på fjärdeplats hamnade Tyskland. Spanien gick förbi Italien efter deras vinst i EM 2008, Tysklands finalförlust i turneringen placerade dem på andraplats; med Nederländerna och Italien trea respektive fyra.
Spanien befäste deras topplacering genom deras vinst i VM 2010, Nederländerna tog sig förbi Tyskland med deras andraplacering i turneringen. I 2013 års ranking, höll sig Spanien kvar i topp tack vare deras tredje raka vinst i ett stort mästerskap - EM 2012. Tyskland tog tillbaka sin andraplacering, medan Nederländerna trillade tillbaka ner på tredjeplats. Italien placerade sig fyra på listan för tredje året i rad.
Tyskland klättrade till toppen av 2015 års ranking efter deras succé i VM-2014; Spanien trillade ner bakom dem och England nådde en rekordplacering med deras tredjeplats framför Portugal. Tyskland höll fast vid sin högstaplacering i 2017 års ranking, nya EM-vinnarna Portugal placerade sig tvåa och Belgien på en tredjeplats, framför Spanien.
| År   | Etta     | Etta   | Tvåa          | Tvåa   | Trea          | Trea   | Fyra     | Fyra   |
| År   | Landslag | Koeff. | Landslag      | Koeff. | Landslag      | Koeff. | Landslag | Koeff. |
| ---- | -------- | ------ | ------------- | ------ | ------------- | ------ | -------- | ------ |
| 2007 | Italien  | 36,986 | Frankrike     | 36,219 | Tjeckien      | 36,025 | Tyskland | 35,655 |
| 2009 | Spanien  | 39,964 | Tyskland      | 38,294 | Nederländerna | 37,821 | Italien  | 35,838 |
| 2011 | Spanien  | 43,116 | Nederländerna | 40,860 | Tyskland      | 40,446 | Italien  | 34,357 |
| 2013 | Spanien  | 42,158 | Tyskland      | 41,366 | Nederländerna | 38,541 | Italien  | 35,343 |
| 2015 | Tyskland | 40,236 | Spanien       | 37,963 | England       | 35,963 | Portugal | 35,138 |
| 2017 | Tyskland | 40,747 | Portugal      | 38,655 | Belgien       | 38,123 | Spanien  | 37,311 |

## Herrars ligakoefficient

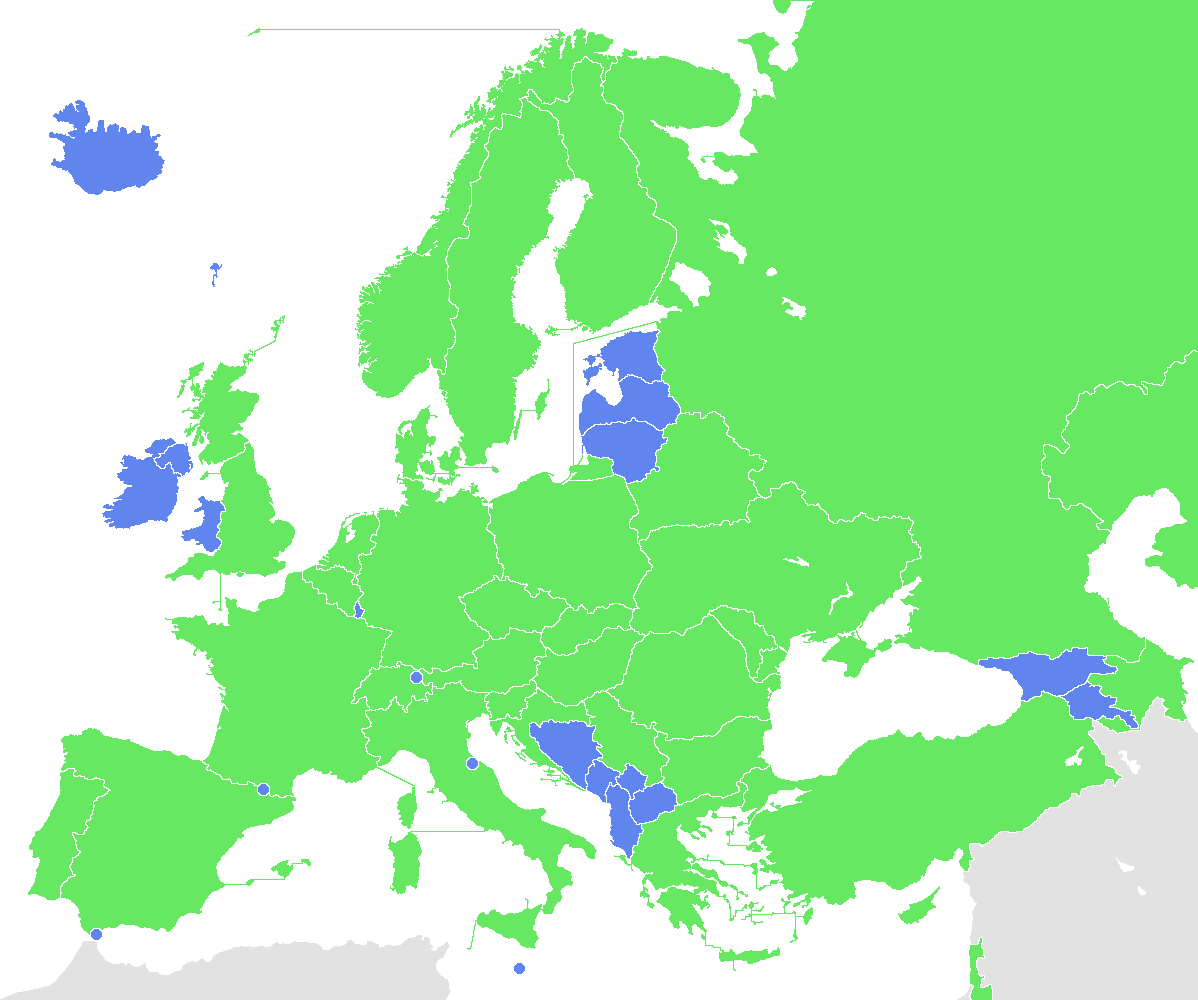
Karta över Uefa länder vars klubbar har nått gruppspelet i Uefa Champions League
Uefa medlemsländer som har blivit representerade i gruppspelet
Uefa medlemsländer som inte har blivit representerade i gruppspelet
Inte Uefa-medlem

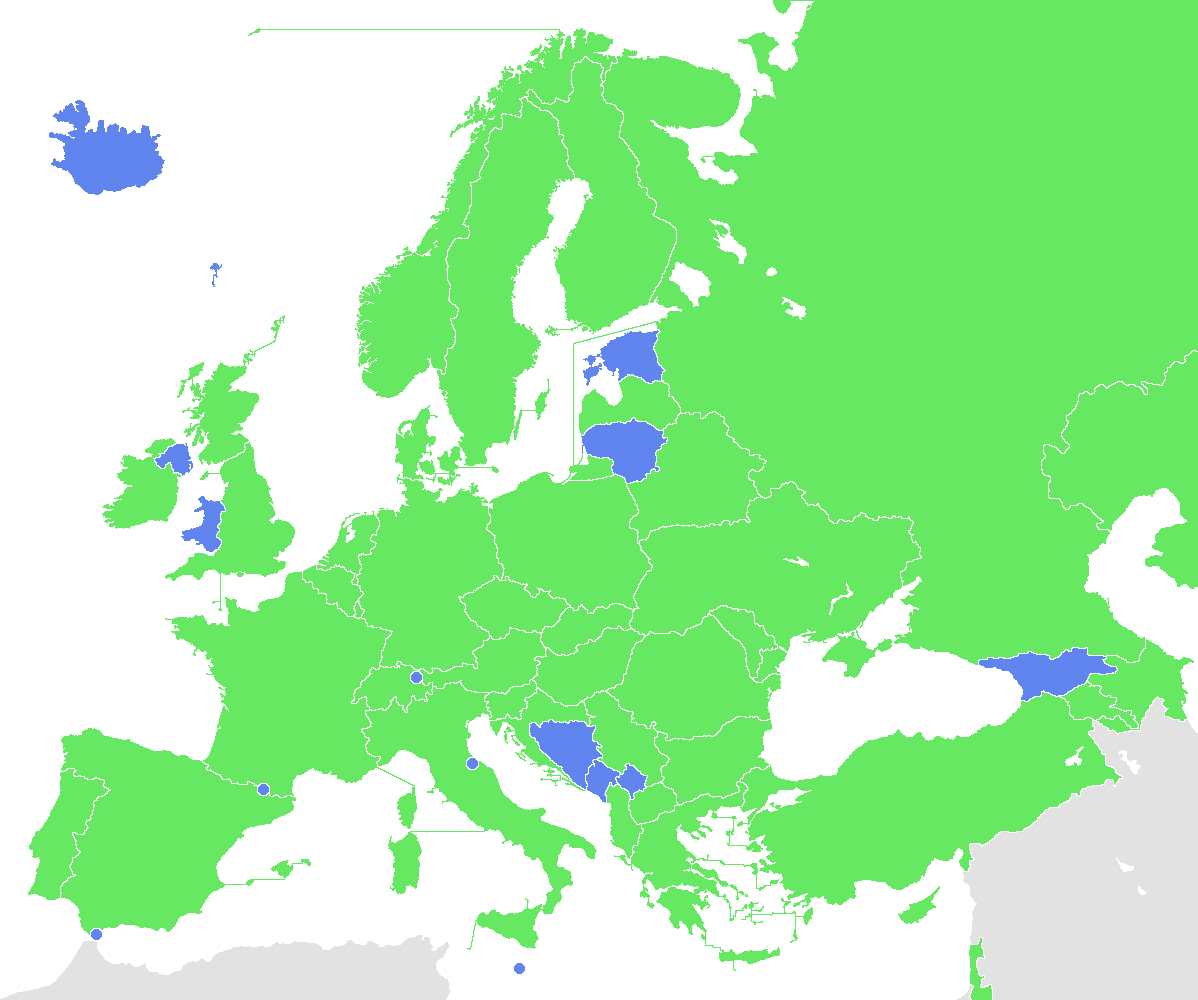
Karta över Uefa länder vars klubbar har nått gruppspelet i Uefa Europa League
Uefa medlemsländer som har blivit representerade i gruppspelet
Uefa medlemsländer som inte har blivit representerade i gruppspelet
Inte Uefa-medlem

Ligakoefficienten används för att rangordna Europas fotbollsförbund, och med hjälp av det bestämma antalet klubbar från förbunden som ska delta i Champions League och Europa League.
Rankingen i ligakoefficienten bestämmer antalet lag som ska delta i turneringarna två säsonger senare, inte säsongen efter att rankingen har publicerats. Rankingen i slutet av säsongen 2019/2020 bestämmer alltså tilldelningen av lag för varje förbund till säsongen 2021/2022 (inte 2020/2021).
Detta är orelaterat till urvalet av klubbar som ska fylla varje tilldelad plats via de individuella inhemska ligorna och cuperna (som bestäms året innan turneringarna).
Denna koefficient bestäms genom matchresultaten för varje förbunds klubbar i Champions League och Europa League under de föregående fem säsongerna. Två poäng ges för varje vinst, och en poäng för varje oavgjort resultat (poängen är halverade i kvalomgångarna och playoff-matcherna). Slutresultat från förlängningar räknas in i uträknandet av poäng, men resultat från straffläggningar påverkar inte tilldelning av poäng. Antalet tilldelade poäng från varje säsong divideras med antalet lag från det förbundet som deltagit i europaspel den säsongen. Denna siffra avrundas sedan ner till tre decimaler (t.ex. 2⅔ skulle avrundats till 2,666).
För att komma fram till en ligas koefficient för en särskild säsong, läggs koefficienterna för de fem tidigare säsongerna ihop. Bonuspoäng läggs sedan till på poängsumman för varje säsong. Bonuspoäng delas ut till:
- Klubbar som når kvartsfinal, semifinal eller final i antingen Uefa Champions League eller Uefa Europa League (1 bonuspoäng).
- Klubbar som kvalificerar sig för Champions League (4 bonuspoäng).
- Klubbar som kvalificerar sig för sextondelsfinal i Champions League (5 bonuspoäng).

Uefa använder denna koefficient-tabell för att besluta om vilka lag som får automatiska platser i gruppspelen och vilka som behöver kvalificera sig in i turneringarna. Lagen som placerar sig i topp fyra i ligorna rankade 1 till 4, kvalificerar sig automatiskt för gruppspelet i nästkommande års Champions League, detsamma gäller för lagen placerade på första- och andraplats i ligorna rankade 5 och 6 samt vinnarna i ligorna rankade 7 till 10. Vinnarna av Champions League och Europa League garanteras också en plats i nästkommande års gruppspel av Champions League.
Ytterligare information om Liechtensteins status och liknande fall
Enligt Uefas regelverk måste en nationell liga bestå av åtminstone åtta klubbar för att anses vara giltig, annars kommer inga deltagare i den ligan att tillåtas delta i europeiska turneringar.
- Det finns endast sju klubbar i Liechtenstein som är aktiva, samtliga spelar i grannlandet Schweiz inhemska liga.
- Före introduktionen av Walesiska Premier League under 1992 hade Wales också endast en deltagare i europeiska turneringar. Vinnaren (eller det bäst placerade laget från Wales då flera engelska klubbar också tävlade i turneringen) av Welsh Cup kvalificerade sig då för den nu nedlagda Cupvinnarcupen.

Effekter av Covid-19-pandemin
På grund av coronaviruspandemin är matcherna som spelas över två möten i slutspelet av Uefa Champions League 2019/2020 och Uefa Europa League 2019/2020, samt i kvalomgångarna av Uefa Champions League 2020/2021 och Uefa Europa League 2020/2021 ändrade till att spelas i ett enda möte mellan lagen. I de fall där detta formatet gäller tilldelas istället följande poäng:
- 3 poäng för en vinst (1.5 poäng för matcher i kvalomgångar och playoff)
- 2 poäng för ett oavgjort resultat (1 poäng för matcher i kvalomgångar och playoff)
- 1 poäng för en förlust (0.5 poäng för matcher i kvalomgångar och playoff)

Det här översätts till det ursprungliga poängsystemet (2 poäng för en vinst, 1 poäng för ett oavgjort resultat, 0 poäng för en förlust) genom att se det "ospelade mötet" som ett oavgjort resultat.

### Nuvarande ranking
Nedanstående ranking tar hänsyn till varje förbunds prestationer i europeiska turneringar från säsongen 2015/2016 till säsongen 2019/2020, och är fastställd först när nuvarande säsongen 2019/2020 är färdigspelad.
Den slutliga rangordningen för säsongen 2019/2020 kommer att användas för att besluta antalet platser som varje förbund ska tilldelas i Uefa Champions League 2021/2022, Uefa Europa League 2021/2022 och Uefa Europa Conference League 2021/2022.
Från och med den 24 september 2020, är koefficienten följande:
| Ranking | Ranking | Ranking | Medlemsförbund (L: Liga, C: Cup, LC: Ligacup) | Koefficient | Koefficient | Koefficient | Koefficient | Koefficient | Koefficient | Lag | Platser till säsongen 2022/2023 | Platser till säsongen 2022/2023 | Platser till säsongen 2022/2023 | Platser till säsongen 2022/2023 |
| 2021    | 2020    | Förfl.  | Medlemsförbund (L: Liga, C: Cup, LC: Ligacup) | 2016/2017   | 2017/2018   | 2018/2019   | 2019/2020   | 2020/2021   | Totalt      | Lag | CL                              | EL                              | ECL                             | Totalt                          |
| ------- | ------- | ------- | --------------------------------------------- | ----------- | ----------- | ----------- | ----------- | ----------- | ----------- | --- | ------------------------------- | ------------------------------- | ------------------------------- | ------------------------------- |
| 1       | 1       | —       | Spanien (L, C)                                | 20.142      | 19.714      | 19.571      | 18.928      | 2.714       | 81.069      | 7/7 | 4                               | 2                               | 1                               | 7                               |
| 2       | 2       | —       | England (L, C, LC)                            | 14.928      | 20.071      | 22.642      | 18.571      | 2.714       | 78.926      | 7/7 | 4                               | 2                               | 1                               | 7                               |
| 3       | 4       | +1      | Italien (L, C)                                | 14.250      | 17.333      | 12.642      | 14.928      | 2.714       | 61.867      | 7/7 | 4                               | 2                               | 1                               | 7                               |
| 4       | 3       | -1      | Tyskland (L, C)                               | 14.571      | 9.857       | 15.214      | 18.714      | 2.714       | 61.070      | 7/7 | 4                               | 2                               | 1                               | 7                               |
| 5       | 5       | —       | Frankrike (L, C)                              | 14.416      | 11.500      | 10.583      | 11.666      | 2.416       | 50.581      | 5/6 | 3                               | 2                               | 1                               | 6                               |
| 6       | 6       | —       | Portugal (L, C)                               | 8.083       | 9.666       | 10.900      | 10.300      | 1.700       | 40.649      | 5/5 | 3                               | 1                               | 2                               | 6                               |
| 7       | 7       | —       | Ryssland (L, C)                               | 9.200       | 12.600      | 7.583       | 4.666       | 1.666       | 35.715      | 4/6 | 2                               | 1                               | 2                               | 5                               |
| 8       | 8       | —       | Belgien (L, C)                                | 12.500      | 2.600       | 7.800       | 7.600       | 2.000       | 32.500      | 5/5 | 2                               | 1                               | 2                               | 5                               |
| 9       | 10      | +1      | Nederländerna (L, C)                          | 9.100       | 2.900       | 8.600       | 9.400       | 1.900       | 31.900      | 4/5 | 2                               | 1                               | 2                               | 5                               |
| 10      | 12      | -2      | Österrike (L, C)                              | 7.375       | 9.750       | 6.200       | 5.800       | 1.000       | 30.125      | 4/5 | 2                               | 1                               | 2                               | 5                               |
| 11      | 11      | —       | Turkiet (L, C)                                | 9.700       | 6.800       | 5.500       | 5.000       | 1.800       | 28.800      | 3/5 | 2                               | 1                               | 2                               | 5                               |
| 12      | 14      | +2      | Scotland (L, C)                               | 4.375       | 4.000       | 6.750       | 9.750       | 3.250       | 28.125      | 2/4 | 2                               | 1                               | 2                               | 5                               |
| 13      | 9       | -4      | Ukraina (L, C)                                | 5.500       | 8.000       | 5.600       | 7.200       | 1.800       | 28.100      | 3/5 | 2                               | 1                               | 2                               | 5                               |
| 14      | 16      | +2      | Cypern (L, C)                                 | 5.500       | 7.000       | 6.125       | 5.125       | 3.000       | 26.750      | 2/4 | 2                               | 1                               | 2                               | 5                               |
| 15      | 13      | -2      | Danmark (L, C)                                | 8.500       | 5.250       | 4.875       | 5.125       | 2.250       | 26.000      | 2/4 | 2                               | 1                               | 2                               | 5                               |
| 16      | 19      | +3      | Serbien (L, C)                                | 2.875       | 6.375       | 6.000       | 6.000       | 2.625       | 23.875      | 1/4 | 1                               | 0                               | 3                               | 4                               |
| 17      | 17      | —       | Schweiz (L, C)                                | 4.300       | 6.500       | 3.900       | 6.400       | 1.875       | 22.950      | 2/4 | 1                               | 0                               | 3                               | 4                               |
| 18      | 18      | —       | Grekland (L, C)                               | 5.800       | 5.100       | 5.100       | 4.900       | 1.300       | 22.200      | 3/5 | 1                               | 0                               | 3                               | 4                               |
| 19      | 20      | +1      | Kroatien (L, C)                               | 5.125       | 5.125       | 5.750       | 4.375       | 1.300       | 21.675      | 2/5 | 1                               | 0                               | 3                               | 4                               |
| 20      | 15      | -5      | Tjeckien (L, C)                               | 5.500       | 5.500       | 6.500       | 2.500       | 1.200       | 21.200      | 4/5 | 1                               | 0                               | 3                               | 4                               |
| 21      | 23      | +2      | Israel (L, C)                                 | 6.750       | 5.625       | 2.625       | 2.375       | 3.500       | 20.825      | 3/4 | 1                               | 0                               | 3                               | 4                               |
| 22      | 21      | -1      | Sverige (L, C)                                | 2.750       | 5.375       | 4.125       | 5.750       | 2.375       | 20.375      | 1/4 | 1                               | 0                               | 3                               | 4                               |
| 23      | 27      | +4      | Bulgarien (L, C)                              | 4.250       | 4.000       | 4.000       | 4.125       | 2.250       | 18.625      | 2/4 | 1                               | 0                               | 3                               | 4                               |
| 24      | 22      | -3      | Norge (L, C)                                  | 1.375       | 4.000       | 5.375       | 3.750       | 3.250       | 17.750      | 2/4 | 1                               | 0                               | 3                               | 4                               |
| 25      | 28      | +4      | Rumänien (L, C)                               | 3.300       | 2.900       | 2.375       | 5.875       | 2.375       | 16.875      | 1/4 | 1                               | 0                               | 3                               | 4                               |
| 26      | 26      | —       | Azerbajdzjan (L, C)                           | 4.250       | 4.375       | 2.375       | 3.375       | 1.875       | 16.250      | 1/4 | 1                               | 0                               | 3                               | 4                               |
| 27      | 24      | -3      | Kazakstan (L, C)                              | 2.750       | 4.250       | 4.250       | 3.375       | 1.000       | 15.625      | 0/4 | 1                               | 0                               | 3                               | 4                               |
| 28      | 25      | -3      | Belarus (L, C)                                | 3.000       | 3.250       | 5.000       | 2.500       | 1.375       | 15.125      | 1/4 | 1                               | 0                               | 3                               | 4                               |
| 29      | 32      | +3      | Slovenien (L, C)                              | 2.250       | 4.625       | 3.125       | 2.000       | 2.250       | 14.250      | 0/4 | 1                               | 0                               | 3                               | 4                               |
| 30      | 29      | -3      | Polen (L, C)                                  | 3.875       | 2.875       | 2.250       | 2.125       | 3.000       | 14.125      | 2/4 | 1                               | 0                               | 3                               | 4                               |
| 31      | 33      | +2      | Ungern (L, C)                                 | 1.875       | 1.625       | 3.250       | 4.500       | 2.750       | 14.000      | 2/4 | 1                               | 0                               | 3                               | 4                               |
| 32      | 30      | -2      | Slovakien (L, C)                              | 2.125       | 1.875       | 5.125       | 3.000       | 1.500       | 13.675      | 0/4 | 1                               | 0                               | 3                               | 4                               |
| 33      | 31      | -2      | Liechtenstein (C)                             | 2.500       | 2.000       | 1.500       | 2.500       | 0.500       | 9.000       | 0/1 | 0                               | 0                               | 1                               | 1                               |
| 34      | 35      | +1      | Litauen (L, C)                                | 0.500       | 2.375       | 2.625       | 1.625       | 1.625       | 8.750       | 0/4 | 1                               | 0                               | 3                               | 4                               |
| 35      | 34      | -1      | Luxemburg (L, C)                              | 0.750       | 0.875       | 2.625       | 3.000       | 1.000       | 8.250       | 0/4 | 1                               | 0                               | 3                               | 4                               |
| 36      | 40      | +4      | Bosnien och Hercegovina (L, C)                | 0.500       | 1.375       | 2.000       | 1.500       | 2.500       | 7.875       | 1/4 | 1                               | 0                               | 3                               | 4                               |
| 37      | 39      | +2      | Nordmakedonien (L, C)                         | 1.250       | 3.125       | 1.000       | 0.500       | 1.750       | 7.625       | 0/4 | 1                               | 0                               | 3                               | 4                               |
| 38      | 42      | +4      | Irland (L, C)                                 | 2.625       | 1.125       | 1.000       | 1.250       | 1.500       | 7.500       | 1/4 | 1                               | 0                               | 3                               | 4                               |
| 39      | 37      | -2      | Lettland (L, C)                               | 1.375       | 0.750       | 1.625       | 2.250       | 1.375       | 7.375       | 0/4 | 1                               | 0                               | 3                               | 4                               |
| 40      | 36      | -4      | Armenien (L, C)                               | 1.125       | 0.625       | 1.500       | 2.750       | 1.250       | 7.250       | 1/4 | 1                               | 0                               | 3                               | 4                               |
| 41      | 38      | -3      | Albanien (L, C)                               | 0.875       | 2.625       | 1.000       | 0.750       | 1.875       | 7.125       | 1/4 | 1                               | 0                               | 3                               | 4                               |
| 42      | 49      | +7      | Nordirland (L, C)                             | 0.500       | 0.750       | 0.500       | 2.375       | 2.833       | 6.958       | 0/3 | 1                               | 0                               | 3                               | 4                               |
| 43      | 44      | +1      | Georgien (L, C)                               | 1.125       | 0.125       | 1.625       | 2.250       | 1.750       | 6.875       | 0/4 | 1                               | 0                               | 3                               | 4                               |
| 44      | 41      | -3      | Moldavien (L, C)                              | 0.875       | 2.750       | 1.125       | 0.750       | 1.375       | 6.875       | 0/4 | 1                               | 0                               | 3                               | 4                               |
| 45      | 43      | -2      | Finland (L, C)                                | 1.750       | 1.250       | 0.875       | 1.625       | 1.250       | 6.750       | 1/4 | 1                               | 0                               | 3                               | 4                               |
| 46      | 45      | -1      | Malta (L, C)                                  | 1.250       | 1.375       | 1.500       | 0.750       | 1.500       | 6.375       | 0/4 | 1                               | 0                               | 3                               | 4                               |
| 47      | 53      | +6      | Färöarna (L, C)                               | 0.375       | 0.750       | 1.125       | 1.125       | 2.625       | 6.000       | 1/4 | 1                               | 0                               | 3                               | 4                               |
| 48      | 52      | +4      | Kosovo (L, C)                                 | —           | 0.000       | 2.500       | 1.500       | 1.833       | 5.833       | 0/3 | 1                               | 0                               | 3                               | 4                               |
| 49      | 48      | -1      | Gibraltar (L, C)                              | 1.500       | 0.500       | 1.000       | 1.000       | 1.666       | 5.666       | 0/3 | 1                               | 0                               | 3                               | 4                               |
| 50      | 50      | —       | Montenegro (L, C)                             | 0.875       | 1.125       | 0.375       | 1.000       | 1.625       | 5.000       | 0/4 | 1                               | 0                               | 2                               | 3                               |
| 51      | 47      | -4      | Wales (L, C)                                  | 1.000       | 0.500       | 1.000       | 1.000       | 1.500       | 5.000       | 0/4 | 1                               | 0                               | 2                               | 3                               |
| 52      | 46      | -6      | Island (L, C)                                 | 1.000       | 1.125       | 1.500       | 0.625       | 0.625       | 4.875       | 0/4 | 1                               | 0                               | 2                               | 3                               |
| 53      | 51      | -2      | Estland (L, C)                                | 1.375       | 0.625       | 0.500       | 0.875       | 1.250       | 4.625       | 1/4 | 1                               | 0                               | 2                               | 3                               |
| 54      | 54      | —       | Andorra (L, C)                                | 0.166       | 0.166       | 0.833       | 1.500       | 0.666       | 3.331       | 0/3 | 1                               | 0                               | 2                               | 3                               |
| 55      | 55      | —       | San Marino (L, C)                             | 0.000       | 0.166       | 0.500       | 0.000       | 0.500       | 1.166       | 0/3 | 1                               | 0                               | 2                               | 3                               |

### Historia
Den ursprungliga europeiska turneringen, Mässcupen, var begränsad till särskilda klubbar och/eller efter inbjudan så ingen koefficient-ranking var nödvändig.
Efter introduceringen av Uefacupen inför säsongen 1971/1972 började turneringen att bli mer komplicerad. Uefa började publicera rangordningar 1979, för att identifiera antalet deltagande klubbarna från varje enskilt land i Uefacupen.
Senare, för statistiskt syfte, introducerades diverse rangordningar för att skildra turneringars historik. Enligt det proportionellt fördelade uträkningssystemet har endast fyra ligor lyckats med att ranka sig som den bäst placerade europeiska ligan.
Efter Heyselkatastrofen förbjöds samtliga lag från England att delta i Uefa-turneringar 1985. Förbudet hävdes efter fem säsonger, men fortsatte påverka First Division och senare Premier League i hela nio säsonger från 1986 till 1994. England gick från att vara den bäst rankade ligan 1985 till att vara orankade 1990. and would not regain the top position until 2008.

#### Bäst placerade ligor efter perioder
Nedanstående tabell visar de tre bäst placerade ligorna, över varje femårsperiod. Data före perioden 1975-1979 har uträknats, håller endast ett informativt värde då det inte väger tyngre än rangordningen som först publicerades av Uefa.
| År        | 1:a plats       | Koeff.  | 2:a plats             | Koeff. | 3:e plats                | Koeff. |
| --------- | --------------- | ------- | --------------------- | ------ | ------------------------ | ------ |
| 1956–1960 | La Liga         | 70.833  | Ligue 1               | 40.500 | Serie A                  | 36.500 |
| 1957–1961 | La Liga         | 68.333  | Football League       | 41.666 | Serie A                  | 36.500 |
| 1958–1962 | La Liga         | 71.933  | Football League       | 34.666 | Serie A                  | 31.500 |
| 1959–1963 | La Liga         | 68.433  | Serie A               | 32.500 | Scottish Football League | 32.250 |
| 1960–1964 | La Liga         | 66.833  | Serie A               | 39.700 | Scottish Football League | 35.750 |
| 1961–1965 | La Liga         | 52.333  | Serie A               | 43.128 | Scottish Football League | 38.849 |
| 1962–1966 | La Liga         | 53.333  | Football League       | 42.682 | Nemzeti Bajnokság I      | 39.999 |
| 1963–1967 | Football League | 45.482  | La Liga               | 41.733 | Serie A                  | 41.728 |
| 1964–1968 | Football League | 49.016  | Nemzeti Bajnokság I   | 43.665 | La Liga                  | 41.566 |
| 1965–1969 | Football League | 53.701  | Nemzeti Bajnokság I   | 53.665 | Scottish Football League | 38.366 |
| 1966–1970 | Football League | 51.951  | Nemzeti Bajnokság I   | 46.415 | Scottish Football League | 39.566 |
| 1967–1971 | Football League | 51.660  | Nemzeti Bajnokság I   | 40.999 | Serie A                  | 40.094 |
| 1968–1972 | Football League | 53.431  | Nemzeti Bajnokság I   | 41.666 | Serie A                  | 38.660 |
| 1969–1973 | Football League | 53.231  | Eredivisie            | 41.200 | Serie A                  | 37.593 |
| 1970–1974 | Football League | 54.279  | Eredivisie            | 43.500 | Bundesliga               | 39.664 |
| 1971–1975 | Football League | 47.779  | Bundesliga            | 46.331 | Eredivisie               | 45.200 |
| 1972–1976 | Bundesliga      | 48.950  | Eredivisie            | 43.600 | Football League          | 43.570 |
| 1973–1977 | Bundesliga      | 51.902  | Football League       | 41.999 | Eredivisie               | 39.450 |
| 1974–1978 | Bundesliga      | 48.783  | Eredivisie            | 43.450 | Football League          | 38.332 |
| 1975–1979 | Bundesliga      | 52.617  | Eredivisie            | 39.200 | Jupiler Pro League       | 38.300 |
| 1976–1980 | Bundesliga      | 53.998  | Football League       | 38.426 | Jupiler Pro League       | 37.300 |
| 1977–1981 | Bundesliga      | 52.284  | Football League       | 38.760 | La Liga                  | 36.999 |
| 1978–1982 | Bundesliga      | 51.999  | Football League       | 37.902 | Eredivisie               | 35.466 |
| 1979–1983 | Bundesliga      | 54.118  | La Liga               | 34.999 | Football League          | 34.426 |
| 1980–1984 | Bundesliga      | 43.618  | Football League       | 37.950 | La Liga                  | 32.199 |
| 1981–1985 | Football League | 41.093  | Serie A               | 38.800 | Bundesliga               | 37.070 |
| 1982–1986 | Serie A         | 39.466  | Bundesliga            | 37.332 | Sovjetiska toppserien    | 36.516 |
| 1983–1987 | Serie A         | 41.716  | Sovjetiska toppserien | 37.250 | Bundesliga               | 36.332 |
| 1984–1988 | Serie A         | 41.082  | Sovjetiska toppserien | 37.550 | Bundesliga               | 36.165 |
| 1985–1989 | Serie A         | 42.498  | Bundesliga            | 41.093 | La Liga                  | 40.999 |
| 1986–1990 | Bundesliga      | 45.427  | Serie A               | 43.212 | La Liga                  | 42.666 |
| 1987–1991 | Serie A         | 48.171  | Bundesliga            | 43.594 | La Liga                  | 38.666 |
| 1988–1992 | Serie A         | 52.837  | Bundesliga            | 42.927 | La Liga                  | 40.266 |
| 1989–1993 | Serie A         | 60.337  | Ligue 1               | 40.450 | Bundesliga               | 39.403 |
| 1990–1994 | Serie A         | 62.313  | Ligue 1               | 45.150 | Bundesliga               | 41.641 |
| 1991–1995 | Serie A         | 63.884  | Ligue 1               | 45.283 | Bundesliga               | 40.307 |
| 1992–1996 | Serie A         | 61.259  | Ligue 1               | 45.408 | La Liga                  | 43.932 |
| 1993–1997 | Serie A         | 60.735  | La Liga               | 46.532 | Ligue 1                  | 45.733 |
| 1994–1998 | Serie A         | 59.640  | Bundesliga            | 49.932 | La Liga                  | 48.580 |
| 1995–1999 | Serie A         | 57.212  | La Liga               | 49.628 | Bundesliga               | 45.498 |
| 1996–2000 | La Liga         | 59.599  | Serie A               | 55.927 | Bundesliga               | 46.403 |
| 1997–2001 | La Liga         | 65.210  | Serie A               | 56.239 | Premier League           | 51.288 |
| 1998–2002 | La Liga         | 68.467  | Serie A               | 58.668 | Premier League           | 55.459 |
| 1999–2003 | La Liga         | 75.539  | Serie A               | 62.311 | Premier League           | 58.340 |
| 2000–2004 | La Liga         | 79.851  | Premier League        | 62.153 | Serie A                  | 59.186 |
| 2001–2005 | La Liga         | 73.717  | Premier League        | 63.224 | Serie A                  | 61.186 |
| 2002–2006 | La Liga         | 72.748  | Serie A               | 66.731 | Premier League           | 63.486 |
| 2003–2007 | La Liga         | 76.891  | Premier League        | 68.540 | Serie A                  | 66.088 |
| 2004–2008 | Premier League  | 75.749  | La Liga               | 75.266 | Serie A                  | 60.410 |
| 2005–2009 | Premier League  | 79.499  | La Liga               | 74.266 | Serie A                  | 62.910 |
| 2006–2010 | Premier League  | 81.856  | La Liga               | 79.757 | Serie A                  | 64.338 |
| 2007–2011 | Premier League  | 85.785  | La Liga               | 82.329 | Bundesliga               | 69.436 |
| 2008–2012 | Premier League  | 84.410  | La Liga               | 84.186 | Bundesliga               | 75.186 |
| 2009–2013 | La Liga         | 88.025  | Premier League        | 82.963 | Bundesliga               | 79.614 |
| 2010–2014 | La Liga         | 97.713  | Premier League        | 84.748 | Bundesliga               | 81.641 |
| 2011–2015 | La Liga         | 99.999  | Premier League        | 80.391 | Bundesliga               | 79.415 |
| 2012–2016 | La Liga         | 105.713 | Bundesliga            | 80.177 | Premier League           | 76.284 |
| 2013–2017 | La Liga         | 104.998 | Bundesliga            | 79.498 | Premier League           | 75.962 |
| 2014–2018 | La Liga         | 106.998 | Premier League        | 79.605 | Serie A                  | 76.249 |
| 2015–2019 | La Liga         | 103.569 | Premier League        | 85.462 | Serie A                  | 74.725 |
| 2016–2020 | La Liga         | 102.283 | Premier League        | 90.462 | Bundesliga               | 74.784 |

Nedanstående tabell visar länders totala antal år placerade i topp tre:
| Liga                          | 1a | 2a | 3a | Totalt |
| ----------------------------- | -- | -- | -- | ------ |
| La Liga                       | 23 | 9  | 9  | 41     |
| First Division/Premier League | 15 | 17 | 10 | 42     |
| Serie A                       | 13 | 10 | 15 | 38     |
| Bundesliga                    | 10 | 8  | 15 | 33     |
| Eredivisie                    | 0  | 5  | 3  | 8      |
| Ligue 1                       | 0  | 5  | 1  | 6      |
| Nemzeti Bajnokság I           | 0  | 5  | 1  | 6      |
| Sovjetiska toppserien         | 0  | 2  | 1  | 3      |
| Scottish Football League      | 0  | 0  | 5  | 5      |
| Jupiler Pro League            | 0  | 0  | 2  | 2      |

## Damers ligakoefficient

### Ranking för 2019/2020
Nedanstående ranking tar hänsyn till varje förbunds prestationer i europeiska turneringar från säsongen 2015/2016 till säsongen 2019/2020, och är fastställd först när nuvarande säsongen 2019/2020 är färdigspelad.
Den slutliga rangordningen för säsongen 2019/2020 kommer att användas för att besluta antalet platser som varje förbund ska tilldelas i Uefa Women's Champions League 2021/2022.
Från och med den 23 augusti 2020 är koefficienten följande:
| Ranking | Ranking | Ranking | Medlemsförbund (L: Liga)    | Koefficient | Koefficient | Koefficient | Koefficient | Koefficient | Koefficient | Lag | Platser till säsongen 2021/2022 |
| 2020    | 2019    | Förfl.  | Medlemsförbund (L: Liga)    | 2015–16     | 2016–17     | 2017–18     | 2018–19     | 2019–20     | Totalt      | Lag | Platser till säsongen 2021/2022 |
| ------- | ------- | ------- | --------------------------- | ----------- | ----------- | ----------- | ----------- | ----------- | ----------- | --- | ------------------------------- |
| 1       | 1       | —       | Frankrike (L)               | 19.000      | 20.000      | 17.500      | 19.500      | 14.500      | 90.500      | 2/2 | 3                               |
| 2       | 2       | —       | Tyskland (L)                | 14.000      | 14.500      | 13.000      | 15.000      | 13.000      | 69.500      | 1/2 | 3                               |
| 3       | 5       | +2      | Spanien (L)                 | 9.500       | 11.500      | 8.000       | 14.000      | 13.000      | 56.000      | 1/2 | 3                               |
| 4       | 3       | -1      | England (L)                 | 5.500       | 11.500      | 17.500      | 10.500      | 11.500      | 56.000      | 0/2 | 3                               |
| 5       | 4       | -1      | Sverige (L)                 | 12.500      | 10.000      | 10.000      | 8.500       | 4.500       | 45.500      | 0/2 | 3                               |
| 6       | 6       | —       | Tjeckien (L)                | 11.000      | 5.000       | 11.000      | 8.000       | 5.500       | 40.500      | 0/2 | 3                               |
| 7       | 7       | —       | Danmark (L)                 | 7.000       | 9.500       | 4.000       | 5.500       | 7.500       | 33.500      | 0/2 | 2                               |
| 8       | 10      | +2      | Nederländerna (L)           | 6.000       | 8.000       | 5.000       | 8.000       | 6.000       | 33.000      | 0/1 | 2                               |
| 9       | 8       | -1      | Italien (L)                 | 9.500       | 5.000       | 7.000       | 6.000       | 3.000       | 30.500      | 0/2 | 2                               |
| 10      | 12      | +2      | Kazakstan (L)               | 4.000       | 7.000       | 6.000       | 5.000       | 7.000       | 29.000      | 0/1 | 2                               |
| 11      | 11      | —       | Norge (L)                   | 9.000       | 4.000       | 5.000       | 7.500       | 2.000       | 27.500      | 0/1 | 2                               |
| 12      | 15      | +3      | Island (L)                  | 3.000       | 4.000       | 8.000       | 3.000       | 8.000       | 26.000      | 0/1 | 2                               |
| 13      | 9       | -4      | Schweiz (L)                 | 4.000       | 8.000       | 4.000       | 5.000       | 3.000       | 24.000      | 0/2 | 2                               |
| 14      | 14      | —       | Skottland (L)               | 3.000       | 3.000       | 3.500       | 6.000       | 7.000       | 22.500      | 0/2 | 2                               |
| 15      | 13      | -2      | Ryssland (L)                | 7.000       | 5.000       | 4.500       | 3.000       | 3.000       | 22.500      | 0/2 | 2                               |
| 16      | 21      | +5      | Belarus (L)                 | 3.000       | 3.000       | 3.000       | 2.000       | 8.000       | 19.000      | 0/1 | 2                               |
| 17      | 17      | —       | Cypern (L)                  | 2.000       | 4.000       | 3.000       | 5.000       | 2.000       | 16.000      | 0/1 | 1                               |
| 18      | 20      | +2      | Serbien (L)                 | 4.000       | 2.500       | 2.000       | 3.000       | 4.000       | 15.500      | 0/1 | 1                               |
| 19      | 18      | -1      | Österrike (L)               | 4.000       | 3.500       | 2.500       | 2.000       | 3.000       | 15.000      | 0/2 | 1                               |
| 20      | 16      | -4      | Litauen (L)                 | 1.000       | 2.000       | 7.000       | 3.000       | 1.500       | 14.500      | 0/1 | 1                               |
| 21      | 19      | -2      | Polen (L)                   | 3.000       | 5.000       | 3.000       | 2.000       | 1.500       | 14.500      | 0/1 | 1                               |
| 22      | 26      | +4      | Belgien (L)                 | 3.000       | 1.500       | 2.000       | 2.000       | 4.000       | 12.500      | 0/1 | 1                               |
| 23      | 24      | +1      | Portugal (L)                | 2.000       | 2.000       | 2.000       | 2.000       | 4.000       | 12.000      | 0/1 | 1                               |
| 24      | 22      | -2      | Bosnien och Hercegovina (L) | 2.000       | 4.000       | 1.000       | 3.000       | 2.000       | 12.000      | 0/1 | 1                               |
| 25      | 23      | -2      | Rumänien (L)                | 3.000       | 2.000       | 3.000       | 2.000       | 1.000       | 11.000      | 0/1 | 1                               |
| 26      | 29      | +3      | Finland (L)                 | 3.000       | 1.000       | 1.500       | 3.000       | 2.000       | 10.500      | 0/1 | 1                               |
| 27      | 28      | +1      | Ukraina (L)                 | 2.000       | 1.500       | 1.500       | 3.000       | 2.000       | 10.000      | 0/1 | 1                               |
| 28      | 25      | -3      | Grekland (L)                | 3.000       | 1.500       | 3.000       | 2.000       | 0.000       | 9.500       | 0/1 | 1                               |
| 29      | 27      | -2      | Ungern (L)                  | 2.000       | 2.000       | 1.000       | 1.500       | 2.500       | 9.000       | 0/1 | 1                               |
| 30      | 33      | +3      | Turkiet (L)                 | 1.000       | 1.000       | 2.000       | 1.500       | 2.000       | 7.500       | 0/1 | 1                               |
| 31      | 31      | —       | Irland (L)                  | 2.000       | 0.500       | 2.000       | 1.000       | 2.000       | 7.500       | 0/1 | 1                               |
| 32      | 34      | +2      | Albanien (L)                | 0.000       | 0.000       | 2.000       | 2.000       | 3.000       | 7.000       | 0/1 | 1                               |
| 33      | 30      | -3      | Kroatien (L)                | 1.000       | 1.500       | 2.000       | 1.500       | 1.000       | 7.000       | 0/1 | 1                               |
| 34      | 32      | -2      | Slovenien (L)               | 2.000       | 2.000       | 1.000       | 0.000       | 1.000       | 6.000       | 0/1 | 1                               |
| 35      | 36      | +1      | Israel (L)                  | 1.000       | 2.000       | 0.500       | 0.500       | 1.000       | 5.000       | 0/1 | 1                               |
| 36      | 37      | +1      | Estland (L)                 | 1.000       | 0.500       | 1.000       | 1.000       | 1.000       | 4.500       | 0/1 | 1                               |
| 37      | 35      | -2      | Bulgarien (L)               | 2.000       | 0.000       | 1.000       | 1.000       | 0.500       | 4.500       | 0/1 | 1                               |
| 38      | 44      | +6      | Kosovo (L)                  | —           | 1.000       | 0.000       | 0.000       | 3.000       | 4.000       | 0/1 | 1                               |
| 39      | 38      | -1      | Slovakien (L)               | 0.000       | 1.000       | 1.000       | 1.000       | 1.000       | 4.000       | 0/1 | 1                               |
| 40      | 39      | -1      | Wales (L)                   | 0.000       | 1.000       | 0.000       | 0.500       | 2.000       | 3.500       | 0/1 | 1                               |
| 41      | 42      | -1      | Montenegro (L)              | 0.000       | 0.500       | 0.500       | 0.500       | 1.500       | 3.000       | 0/1 | 1                               |
| 42      | 40      | -2      | Färöarna (L)                | 0.500       | 1.000       | 1.000       | 0.000       | 0.000       | 2.500       | 0/1 | 1                               |
| 43      | 41      | -2      | Nordirland (L)              | 1.000       | 0.000       | 0.000       | 0.000       | 1.000       | 2.000       | 0/1 | 1                               |
| 44      | 43      | -1      | Malta (L)                   | 0.500       | 0.000       | 0.000       | 0.500       | 0.000       | 1.000       | 0/1 | 1                               |
| 45      | 45      | —       | Lettland (L)                | 1.000       | 0.000       | 0.000       | 0.000       | 0.000       | 1.000       | 0/1 | 1                               |
| 46      | 46      | —       | Moldavien (L)               | 0.000       | 0.500       | 0.000       | 0.000       | 0.000       | 0.500       | 0/1 | 1                               |
| 47      | 47      | —       | Nordmakedonien (L)          | 0.000       | 0.000       | 0.000       | 0.000       | 0.000       | 0.000       | 0/1 | 1                               |
| 48      | 48      | —       | Georgien (L)                | ——          | ——          | 0.000       | 0.000       | 0.000       | 0.000       | 0/1 | 1                               |
| 49      | 49      | —       | Luxemburg (L)               | 0.000       | —           | 0.000       | —           | 0.000       | 0.000       | 0/1 | 1                               |
| 50      | —       | —       | Armenien (L)                | ————        | ————        | ————        | ————        | 0.000       | 0.000       | 0/1 | 1                               |
| —       | —       | —       | Gibraltar (L)               | —————       | —————       | —————       | —————       | —————       | (IR)        | 0/0 | 1                               |
| —       | —       | —       | Andorra (IDL)               | —————       | —————       | —————       | —————       | —————       | (IR)        | 0/0 | 1                               |
| —       | —       | —       | Azerbajdzjan (L)            | —————       | —————       | —————       | —————       | —————       | (IR)        | 0/0 | 1                               |
| —       | —       | —       | Liechtenstein (IDL)         | —————       | —————       | —————       | —————       | —————       | (IR)        | 0/0 | 1                               |
| —       | —       | —       | San Marino (IDL)            | —————       | —————       | —————       | —————       | —————       | (IR)        | 0/0 | 1                               |

## Anmärkningslista
1. 1 2  Ett speciellt tillstånd av Uefa ger vinnaren av ligacupen i England en plats i Uefa Europa League (ersätter den plats det lägst placerade laget i ligan annars skulle fått).
2. ↑  Antalet fortfarande aktiva lag från förbundet i Uefa Champions League eller Europa League.
3. ↑  Liechtensteins fotbollsförbund organiserar inte en nationell liga och samtliga sju lag tävlar i det Schweiziska fotbollssystemet.[19][20] Som ett resultat av detta kan ett lag från Liechtenstein endast kvalificera sig för europaspel genom att vinna den inhemska cupen. Vinnaren kvalificerar sig till Uefa Europa Conference League.[20]
4. 1 2  Kosovo var inte en medlem i Uefa förrän den 13 maj 2016.[21]
5. ↑  Antalet fortfarande aktiva lag från förbundet i Uefa Women's Champions League 2019/2020.
6. 1 2 3 4 5 6 7 8 9  Deltog inte i europeiska turneringar denna säsong.
7. 1 2 3 4 5  Ingen rank (förbundet kvalificerades inte till europeiska turneringar som används för uträkning av koefficienter)
8. 1 2 3  Ingen domestisk damliga